# Sándor hessen–darmstadti herceg
Sándor hessen–darmstadti herceg, hivatalosan Sándor hesseni herceg (németül: Prinz Alexander von Hessen und bei Rhein, teljes nevén Alexander Ludwig Georg Friedrich Emil; Darmstadt, 1823. július 15. – Darmstadt, 1888. december 15.) hessen–darmstadti herceg, Battenberg hercege, numizmatikus, az Orosz Cári Hadsereg tisztje.

## Élete

### Származása és ifjúkora
Sándor herceg 1823-ban jött világra II. Lajos hesseni nagyherceg és Vilma badeni hercegnő hatodik gyermekeként, egyben harmadik fiaként. Vér szerinti édesapja kiléte máig bizonytalan, mert édesanyja születése előtt és után is hosszan tartó viszonyt folytatott August von Senarclens de Grancy báróval. II. Lajos nagyherceg mindezek ellenére felesége összes gyermekét sajátjaként ismerte el.
II. Lajos nagyherceg halála után Sándor herceg hosszabb időtartamra elhagyta Németországot és egyetlen húga után ment Oroszországba. Maximilianna Vilma hercegnőnek ugyancsak bizonytalan a származása, a hercegnő mégis feleségül ment II. Sándor orosz cárhoz, így Marija Alekszandrovna néven orosz cárné lett belőle. Sándor herceg 1840-ben csatlakozott az orosz hadsereghez, ahol sikeres karriert futott be. 1845-től kezdve a Kaukázusban teljesített szolgálatot; ugyanakkor részben húga helyzetére való tekintettel egy saját ulánus ezredet kapott. 1852-ben a herceg otthagyta az orosz haderőket és az osztrák–magyar császári és királyi seregekhez került magas pozícióba. 1859-ben az olaszok elleni harcokban is részt vett, az ezek során tanúsított személyes bátorságáért Katonai Mária Terézia-rendet kapott.
Amellett, hogy katonáskodott, Sándor herceg mély érdeklődést mutatott a numizmatika irányába. Gyűjtötte és tanulmányozta az érméket; idővel a szakma elismert nevének számított. A témában három katalógust is megjelentetett: Hessisches Münzcabinet; Mainzer Münzcabinet és Numismatisch-Genealogische Serien. Halála után több medálon és érmén is feltüntették képmását.

### Házassága és gyermekei

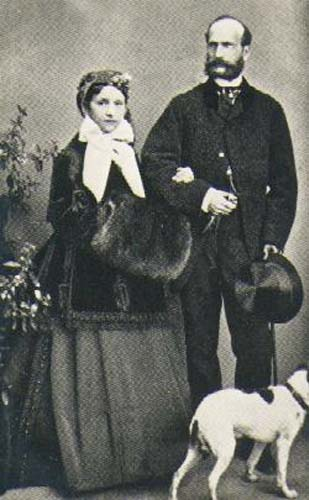
Sándor hesseni herceg és hitvese, Julia von Hauke grófnő

Sándor herceg oroszországi évei alatt ismerkedett meg húga egyik udvarhölgyével. Julia von Hauke grófnő egy lengyel–német származású katonatiszt leánya volt, akinek édesapja nem sokkal leánya születése előtt emelkedett nemesi rangra katonai érdemeire való tekintettel. Hans Moritz von Hauke gróf később orosz hadügyminiszterként teljesített szolgálatot; azonban korai halála után leánya cári gyámság alá került. Az udvarhölgyként szolgáló Julia grófnő azonnal magára vonta a herceg figyelmét, mikor a herceg az orosz udvarba került. Mikor a hír, hogy tulajdon veje egy udvarhölgynek udvarol, eljutott II. Sándor cárhoz, az uralkodó heves vitát bonyolított le a herceggel és megtiltotta neki a további érintkezést a grófnővel.
Sándor herceg látszólag beletörődve elhagyta a cári udvart és angol földre ment; később mégis visszatért Szentpétervárra és megszöktette von Hauke grófnőt. A pár a lengyel Boroszló városába ment, ahol 1851. október 28-án titokban összeházasodtak. A házaspár Heiligenberg kastélyában telepedett le, ahol csendes, visszavonult, szerény életvitelt folytatott. Közszereplésüknek elsősorban a morganatikus házasság vetett gátat, amit a korban elítélően fogadtak. Sándor hercegnek és feleségének öt gyermeke született:
- Mária battenbergi hercegnő (1852–1923), házassága révén Erbach–Schönberg hercegnéje
- Lajos Sándor battenbergi herceg (1854–1921), Battenberg hercege, később Milford Haven őrgrófja
- Sándor battenbergi herceg (1857–1893), Bulgária fejedelme, később Hartenau grófja
- Henrik battenbergi herceg (1858–1896), nőül vette Beatrix brit királyi hercegnőt
- Ferenc József battenbergi herceg (1861–1924), nőül vette Anna montenegrói királyi hercegnőt.

Júlia grófnő, lévén hogy csak egy nem olyan régen szerzett grófi címet viselt, rangban nem volt méltó egy nagyherceg fiához. Sándor herceggel való házasságukat így morganatikusnak tartották, öt gyermekük nem rendelkezett semmilyen trónigénnyel a hesseni trónra. 1851. november 5-én Sándor herceg bátyja, III. Lajos hesseni nagyherceg a „gróf Battenberg” (Graf/Gräfin von Battenberg) címmel adományozta meg Júlia grófnőt és gyermekeit, melyet 1858. december 26-án „herceg Battenberg” (Prinzess/Prinzessin von Battenberg) névre módosított. A hercegi címet felvette Sándor herceg is, megalapítva ezzel a Battenbergi-házat, a Hesseni-ház egyik alágát. A cím nem járt tényleges hatalommal, hiszen valódi Battenbergi Hercegség nem létezett – ámbár a középkorban ugyanezen a néven uralkodott egy grófi család is, ami viszont korán kihalt –; ugyanakkor a család tagjait ha nem is uralkodó, de a „magasabb rangú” hercegekként ismerték el az európai udvarokban.
Sándor herceg 1888. december 15-én hatvanöt éves korában halt meg a hesseni fővárosban. A hesseni nagyhercegi mauzóleumban temették el a darmstadti Rosenhöhe parkban. Gyermekei dinasztikus házasságokat kötöttek, melyeknek köszönhetően jelentős európai szerephez juttatták a Battenberg családot.

## Fordítás
- Ez a szócikk részben vagy egészben az Alexander von Hessen-Darmstadt című német Wikipédia-szócikk ezen változatának fordításán alapul.  Az eredeti cikk szerkesztőit annak laptörténete sorolja fel. Ez a jelzés csupán a megfogalmazás eredetét és a szerzői jogokat jelzi, nem szolgál a cikkben szereplő információk forrásmegjelöléseként.